# Le Mesnil-Jourdain
Le Mesnil-Jourdain är en kommun i departementet Eure i regionen Normandie i norra Frankrike. Kommunen ligger i kantonen Louviers-Sud som tillhör arrondissementet Les Andelys. År 2022 hade Le Mesnil-Jourdain 238 invånare.

## Befolkningsutveckling
Antalet invånare i kommunen Le Mesnil-Jourdain
Referens:INSEE